# Schopfloch (Baden-Württemberg)
Schopfloch település Németországban, azon belül Baden-Württembergben. Lakosainak száma 2594 fő (2023. december 31.). Schopfloch Waldachtal, Glatten, Dornhan, Sulz am Neckar, Horb am Neckar és Dornstetten községekkel határos.

## Népesség
A település népessége az elmúlt években az alábbi módon változott:
| Lakosok száma | 1908 | 2580 | 2569 | 2577 | 2582 | 2594 |
|               | 1975 | 2017 | 2019 | 2021 | 2022 | 2023 |